# Paul Rachubka
Paul Stephen Rachubka (ur. 31 maja 1981) – zawodowy piłkarz grający jako bramkarz. 
Urodził się w San Luis Obispo, w stanie Kalifornia w Stanach Zjednoczonych, Rachubka posiada podwójne obywatelstwo, gdyż jego matka pochodzi z Anglii, zaś ojciec ze Stanów Zjednoczonych. W wieku siedmiu lat wraz ze swoją rodziną przeprowadził się do Anglii. Był graczem młodzieżowych reprezentacjach Anglii U-16, U-18 i U-20.
Mimo że urodził się w Stanach Zjednoczonych, Rachubka rozpoczął swoją karierę w Anglii, podpisując jako dziecko kontrakt z Manchesterem United. W swojej dwuletniej karierze na Old Trafford pojawił się tylko jeden raz. Podczas pobytu na wyspach, Rachubka wypożyczono do belgijskiego klubu Royal Antwerp, wystąpił zaledwie w jednym spotkaniu i nie zagościł na długo w ekipie z Bosulstadion. Kolejnym klubem do którego został wypożyczonym był Oldham Athletic, w ekipie The Latics wystąpił w szesnastu spotkaniach.

## Kariera klubowa

### Początki w Manchesterze United i Charlton Athletic
Alex Ferguson, menedżer Manchesteru United był skłonny sprzedać go, a kiedy klub Charlton Athletic zaproponował 200 tysięcy funtów, okazało się dobrym wyborem dla młodego gracza, który wiedział jak wygląda praca bramkarza na wyspach. Rachubka podpisał dwuletni kontrakt z Charltonem Athletic.
Klub z Londynu w 2004 roku wypożyczył jego, pięciokrotnie. W lutym trafił do Burnley, w której to ekipie przesiedział wszystkie mecze na ławce rezerwowych. Od marca do końca sezonu 2003/04 grał w Huddersfield Town. Od 6 sierpnia na okres jednego miesiąca zagościł w zespole Milton Keynes Dons, występując w czterech meczach. W klubie Northampton Town wystąpił natomiast 3 meczach w czasie dwóch miesięcy. 5 grudnia 2004 roku wrócił do klubu Huddersfield Town po epizodach w Milton Keynes Dons i Northampton Town.

### Huddersfield Town
Po wygaśnięciu kontraktu z londyńskim klubem w 2004 roku Rachubka miał okazję ponownie podpisać kontrakt z Huddersfield Town – The Terriers. Był jedynym bramkarzem w zespole, do czasu gdy Matt Glennon podpisał 27 czerwca 2006 roku kontrakt z klubem. Rachubka przeszedł na wypożyczenie do Peterborough United jako zmiennik dla Marka Tylera. W trzeciej lidze angielskiej zagrał w czterech spotkaniach w okresie świąt Bożego Narodzenia i Nowego Roku (2006/07).
W dniu 31 stycznia 2007 roku trafił na wypożyczenie do Blackpool – The Seasiders, jako zmiennik dla Rhysa Evansa, była to dziewiąta „przeprowadzka” w jego całej karierze. Debiutował dnia 27 lutego w meczu z byłym klubem Oldham Athletic, zachowując czyste konto jego zespół wygrał 1:0.
W kwietniu Rachubka doznał kontuzji, przez co musiał pauzować sześć tygodni. Wznowił treningi trzynastego maja na pierwszy półfinałowy mecz z Oldham Athletic w rundzie play-off trzeciej ligi angielskiej. Zespół z nadmorskiego kurortu wygrała oba mecze, Rachubka zagrał 27 maja w finale, który odbył się na nowo wyremontowanym stadionie Wembley. Blackpool wygrało 2:0 z Yeovil Town, uzyskując awans do Championship, drugiej ligi angielskiej.

### Blackpool
5 czerwca 2007 roku, 5 dni po wygaśnięciu kontraktu z Huddersfield, Rachubka podpisał dwuletni kontrakt na stałe z klubem Blackpool FC z siedzibą przy Bloomfield Road.
W dniu 13 sierpnia 2007 roku zespół został nagrodzony mianem „Team Of The Week” w Championship za wspaniały mecz tuż przed otwarciem nowego sezonu 2007/08, Rachubka i koledzy pokonali zespół Leicester City, 1:0 na wyjeździe. Rachubka był podstawowym bramkarzem w sezonie 2007/08. Swój setny występ w Blackpool zanotował na początku sezonu 2009/10 w zremisowanym 2:2 meczu przeciwko Watford przy Vicarage Road.
23 kwietnia 2009 Rachubka podpisał nowy dwuletni kontrakt z zespołem przy Bloomfield Road.

### Leeds United
W czerwcu 2011 roku podpisał dwuletni kontrakt z Leeds United.

## Kariera reprezentacyjna
Rachubka był graczem reprezentacji młodzieżowych Anglii do lat 16, 18 i 20.
Reprezentował barwy Anglii w drużynie do lat 20 na Młodzieżowych Mistrzostwach Świata 1999 roku w Nigerii. Wyspiarze nie pokazali umiejętności na trawiastych boiskach Nigerii zajmując ostatnie miejsce w grupie. Rachubka wyszedł w pierwszym składzie na ostatni mecz z Japonią

## Sukcesy
- Wygrana z klubem Huddersfield Town w 4 lidze angielskiej play-off w sezonie 2003/04.
- Zwycięzca play-off w 3 lidze angielskiej z klubem Blackpool FC w sezonie 2006/07.